# Звездчатка приземистая
Звездчатка приземистая (лат. Stellaria humifusa) — многолетнее травянистое растение семейства гвоздичные. Звездчатка приземистая растёт в прибрежных районах.

## Ареал
Растёт в арктической тундре, по береговым склонам и на морских берегах. В устье р. Обь. Обычный вид приморской полосы севера полуострова Ямал. Подзоны средних гипоарктических тундр и арктических тундр; локальные флоры: Марресале, Хахаяяха, Харасавэй, о. Белый.